# Flayosc
Flayosc è un comune francese di 4 556 abitanti situato nel dipartimento del Var della regione della Provenza-Alpi-Costa Azzurra.
Il paese è gemellato col comune italiano di Vezza d'Oglio.

## Società

### Evoluzione demografica
Abitanti censiti